# Paderborn
Paderborn (en allemand : /paːdɐˈbɔʁn/ ), le chef-lieu de l'arrondissement de Paderborn, est une ville d'Allemagne, peuplée de plus de 150 000 habitants, située dans l'est du Land de Rhénanie-du-Nord-Westphalie, dans la région Westphalie-de-l'Est-Lippe, à la source même de la rivière Pader.

## Municipalité
La municipalité est formée de huit quartiers ou anciens villages : Schloss Neuhaus, Elsen, Wewer, Sande, Marienloh, Dahl, Neuenbeken, Benhausen, en plus de la ville même.

## Histoire
| Appartenances historiques Duché de Saxe 804-1180 Électorat de Cologne 1180-1281 Principauté épiscopale de Paderborn 1281-1802 Royaume de Prusse 1802-1807 Royaume de Westphalie 1807-1813 Royaume de Prusse (Province de Westphalie) 1815-1918 République de Weimar 1918-1933 Reich allemand 1933-1945 Allemagne occupée 1945-1949 Allemagne 1949-présent |

### Antiquité
Le territoire est occupé depuis la fin du Paléolithique (plusieurs cistes, ainsi que des tumulus de l'Âge du bronze ont été retrouvés), mais les premières installations permanentes dateraient de l'Âge du fer.
En 4 ou 5 de notre ère, les Romains érigent un camp à Delbrück (à 14 km au Nord-Ouest du centre de Paderborn), qui fut abandonné après la bataille de Teutobourg en l'an 9, et peut-être ponctuellement  réutilisé lors des expéditions punitives de Germanicus de 14 à 16, lors desquelles quelquefois, selon Tacite, "ni le sexe ni l'âge n'ont suscité de compassion".

### Moyen Âge
La ville serait née, selon la légende, au milieu de deux cents sources. Charlemagne, grand amateur de bains, venait y « prendre les eaux », après la soumission violente des tribus saxonnes alentour, et fit bâtir en 776 un palais royal au centre de l'actuelle ville, qui fut détruit par les Saxons en 778, reconstruit puis de nouveau détruit dans un incendie en 1000. Henri II le fait rebâtir, et il sera utilisé par les empereurs jusqu'au XIIe siècle (Pfalz Paderborn (de)).
Paderborn fut le siège de deux conciles, en 777 et en 786, ainsi que de plusieurs assemblées royales. En 785, Louis le Pieux qui n'a alors que 8 ans, y rend visite à son père après plusieurs années sans l'avoir vu.
Paderborn et son diocèse furent officiellement fondés en 799 lors de la rencontre entre Charlemagne et Léon III, venu s'y réfugier pour fuir les persécutions que lui font subir à Rome les neveux du pape Adrien Ier[réf. nécessaire]. Juste retour des choses, l'année suivante, en 800, le pape couronne, à Rome, Carolus Magnus (Charlemagne), comme empereur d'Occident. La cathédrale Saint-Liboire est le siège de ce diocèse.
En 836, la cité  accueillit les reliques de saint Liboire (Heiliger Liborius), évêque du Mans. Ces deux villes (mais Paderborn n'est certainement alors, au mieux, qu'un village avec un palais fortifié)  conclurent alors un « pacte d’éternelle fraternité », qui a gardé toute sa vigueur et qui peut être ainsi considéré non seulement comme l’un des plus anciens traités transfrontaliers, mais aussi comme le premier jumelage (officiel) de deux villes européennes.
Le diocèse est érigé en principauté ecclésiastique en 1281.

### Période Renaissance
Lors de la guerre de Trente Ans, les troupes de Peter Melander occupent la cité. En 1655, à la suite de la visite au Mans d'un conseiller de l'évêque de Paderborn venu exposer la situation catastrophique de la ville, l'évêque du Mans, Émery Marc de La Ferté, qui est bien vu à la cour, obtient pour elle la protection du roi de France et le maintien de son autonomie.

### Période moderne
Pendant la Révolution française, Paderborn accueille des prêtres en exil du diocèse du Mans, dont l'évêque Mgr Jouffroy-Gonsans.
L'occupation napoléonienne est néfaste pour la ville, qui voit la dissolution de la principauté ecclésiastique de Paderborn en 1803, et le rattachement de la cité à la Prusse en 1815.
En 1852 est créé au Nord de la ville le  Sennelager (« Camp de Senne »), terrain d'exercice et camp militaire pour la cavalerie prussienne, qui sera utilisé comme camp de prisonniers durant les deux guerres mondiales.
L'abbé Franz Stock, aumônier des prisons pendant la Seconde Guerre mondiale, a fait ses études de philosophie et de théologie à Paderborn de 1926 à 1932.
En juillet 2005, Paderborn est l'un des sites qui ont accueilli les Journées mondiales de la jeunesse (JMJ).

## Monuments
Architecture sacrée
- Cathédrale Saint-Liboire ;
- Chapelle Saint-Barthélemy, XIe siècle. C'est l'église-halle la plus ancienne d'Allemagne ;
- Abdinghofkirche (ancienne abbatiale bénédictine) ;
- Couvent franciscain de Paderborn, XVIIe siècle ;
- Église Saint-François-Xavier, ou église du Marché (Marktkirche), ancienne église jésuite baroque.

Architecture profane
- Château Neuhaus, résidence des princes-évêques de Paderborn ;
- Theodorianum, ancien collège jésuite, aujourd'hui Gymnasium, XVIIe siècle.

## Économie
Paderborn bénéficie de plusieurs centres de haute technologie. En conséquence, le revenu moyen par habitant y est élevé, 21 532 € par hab/an (rapporté à l’arrondissement, en 2000).

## Éducation
Le Theodorianum est l'un des établissements d'enseignement parmi les plus anciens d'Allemagne. Cette ville dispose d'une université, l'université de Paderborn.
La méthode de Paderborn est une méthode efficace d'enseignement des langues.

## Jumelages
La ville de Paderborn est jumelée avec :
- Le Mans (France) depuis le 3 juin 1967
- Bolton (Grand Manchester) (Angleterre) depuis 1975
- Belleville (États-Unis) depuis 1990
- Pampelune (Espagne) depuis 1992
- Przemyśl (Pologne) depuis 1993
- Debrecen (Hongrie) depuis 1994
- Qingdao (Chine) depuis 2003

### Jumelage historique Le Mans-Paderborn

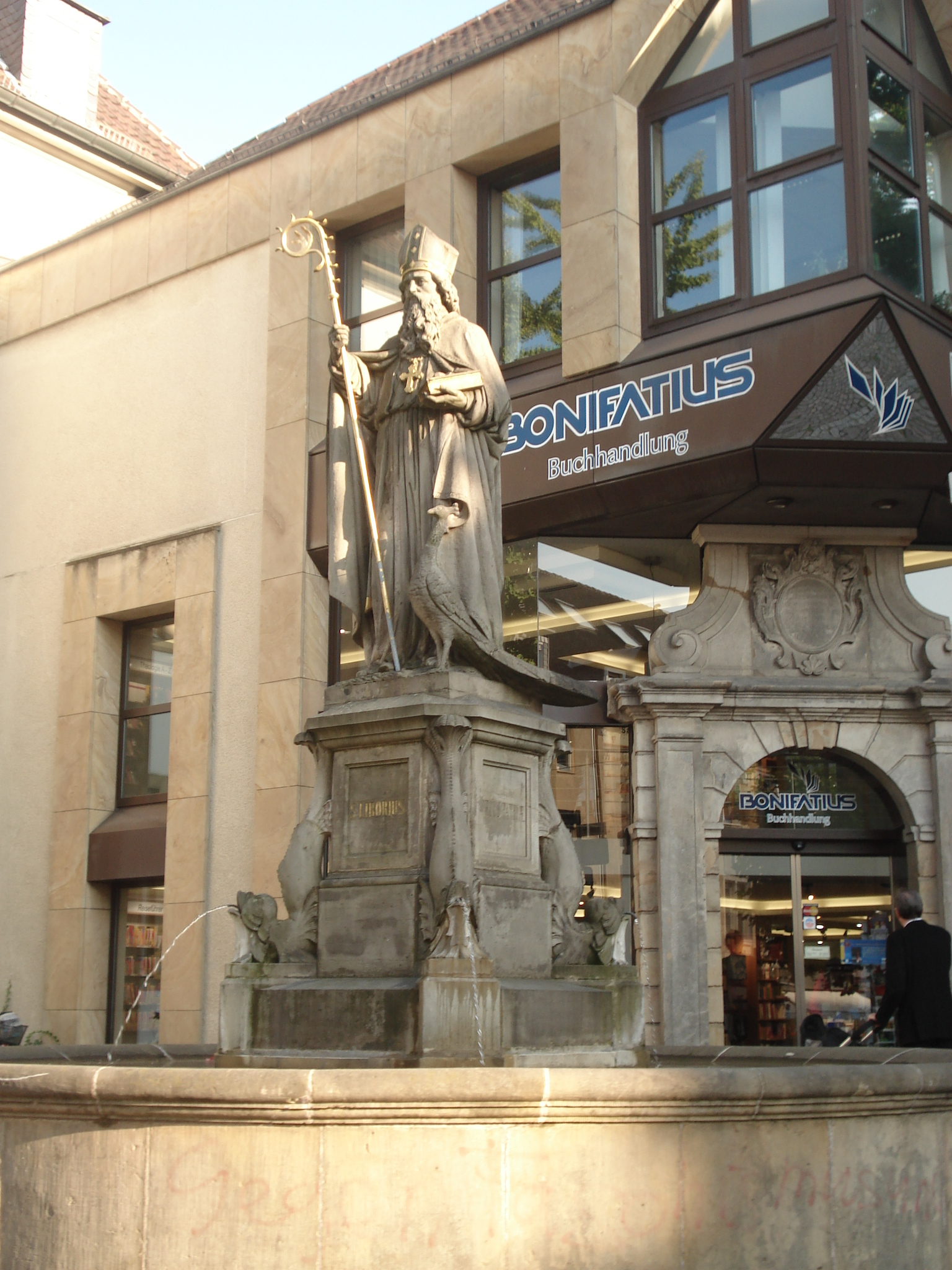
La statue de saint Liboire à Paderborn.

Depuis plus de 1 000 ans, les villes de Paderborn et du Mans partagent une amitié privilégiée. Le premier événement fondateur de cette histoire remonte à 836, date à laquelle les reliques de saint Liboire (évêque du Mans de l'époque) ont été transférées à Paderborn. Depuis, saint Liboire est le saint patron de la ville et de la cathédrale de Paderborn, mais aussi le saint patron commun des deux villes qui leur a permis de tisser des liens si étroits.
Les événements de la Seconde Guerre mondiale n'ont pas terni les relations entre les deux villes et ont même renforcé le sentiment commun de vouloir reconstruire cette amitié qui les liait depuis l'an 836. Ainsi, cette amitié franco-allemande devient officielle le 3 juin 1967 avec la signature d'un accord de jumelage par les maires respectifs des deux villes : Christoph Tölle (de) (Paderborn) et Jacques Maury (Le Mans). Saint Liboire reste le symbole emblématique de cette amitié et est fêté tous les 27 juillet à Paderborn (Libori Fest (de)) par les diocèses du Mans et de Paderborn. Au-delà des différentes cérémonies religieuses qui y ont lieu, cette date marque le début d'un grand nombre de festivités au sein de la ville pour une durée de 9 jours. Chaque année, les différents stands, installés sur plus de 2,5 km, et autres attractions attirent plus d'un million de visiteurs dans la ville.
Aujourd'hui, les échanges entre les deux villes ne sont plus uniquement à caractère religieux, mais également scolaire et universitaire. Par exemple, le lycée Bellevue du Mans et le Pelizaeus Gymnasium (de) de Paderborn organisent chaque année, et ce depuis 30 ans, des échanges scolaires dans le but de faire découvrir aux lycéens une nouvelle ville, il en va de même pour le collège La Madeleine qui a été jumelé avec l'école de Schloss Neuhaus (de) et est maintenant jumelé avec le Reismann-Gymnasium (de), une nouvelle culture mais avant tout l'histoire qui lie les deux villes jumelées.
Depuis septembre 2004, les deux villes ont également mis en place un cursus binational entre leur université : Études européennes/Europäische Studien. La première année d'étude se fait dans la ville respective des étudiants, suivie de deux années au cours desquelles les dix étudiants allemands et les dix étudiants français découvrent tour à tour un nouveau pays, une nouvelle ville mais surtout une nouvelle manière de vivre. À l'issue de ces deux années d'études communes, les étudiants obtiennent une licence binationale reconnue aussi bien en Allemagne qu'en France. Cette initiative leur permet d'approfondir l'apprentissage de la langue étrangère et de s'enrichir sur le plan personnel.
De cette manière, Paderborn et Le Mans essaient de faire perdurer leur amitié au travers de la jeunesse afin que cette amitié, actuellement considérée comme la plus ancienne d'Europe, perdure encore pendant de nombreuses années.

## Personnalités liées à la ville
- Wilhelm Brahe (1835-1912), explorateur,né à Paderborn ;
- Helmut Lent, « As » allemand pendant la Seconde Guerre mondiale ;
- Heinz Nixdorf, industriel ;
- Claudia-Maria Buch, économiste, membre du Conseil allemand des experts économiques ;
- Franz Stock, abbé ;
- Felix Papencordt, historien.

### Sites en français
- Plan de la ville de Paderborn avec liste des rues.
- Portrait de la ville de Paderborn.
- Héraldique, les armes de la principauté ecclésiastique.
- Musée de l'informatique Heinz-Nixdorf.

### Sites en allemand
- Site officiel de la ville.
- L'université.
- L'arrondissement de Paderborn.
- Données chiffrées sur l'arrondissement de Paderborn.